# Jatibonicu Taino Tribal Band of New Jersey
Jatibonicù Taino Tribal Band of New Jersey (New Jersey Jatibonicù Tribal Band of Tainos), ogranak suvremenih Jatibonicu Taino Indijanaca danas naseljenih na jugu američke države New Jersey. 
Plemensko središte je u Vinelandu.